# Knema psilantha
Knema psilantha är en tvåhjärtbladig växtart som beskrevs av W.J.J.O. dewilde. Knema psilantha ingår i släktet Knema och familjen Myristicaceae. Inga underarter finns listade i Catalogue of Life.